# Le Monstre qui vient de l'espace

Le Monstre qui vient de l'espace (The Incredible Melting Man) est un film d'horreur américain de William Sachs sorti en 1977. Produit par Roger Corman, il est surtout notable pour les impressionnants maquillages fabriqués par Rick Baker pour l'acteur Alex Rebar, qui joue cet « incroyable homme fondant ».

## Synopsis
La mission spatiale Scorpion V, lancée vers les anneaux de Saturne, connait un accident inexpliqué. Son seul survivant est l'astronaute Steve West, gravement blessé, qui s'échappe de l'hôpital en massacrant une infirmière : il se décompose vivant, laissant ici un œil, là une oreille et ne peut survivre qu'en se nourrissant de chair humaine.
L'équipe médicale, composée de deux médecins, se lance à sa recherche. Le responsable de l'opération, le général Michael Perry, lui a demandé le secret le plus absolu. L'un des médecins, Ted Nelson, est un ami de Steve West. Il est inquiet pour son épouse Judy, enceinte de trois mois après déjà deux fausses couches.
Le soir, la situation s'aggrave, car « l'homme fondant » se rapproche de chez eux, semant des cadavres sur son passage. Ted Nelson, en compagnie du général, attend sa belle-mère pour dîner. Mais celle-ci s'est arrêtée avec son compagnon pour cueillir des citrons dans un verger...
Au matin, tout le monde est mort et Steve West entièrement décomposé n'est plus qu'un tas de guenilles souillées, alors qu'à la radio on annonce le lancement de la mission spatiale Scorpion VII à destination de Saturne.

## Fiche technique
- Titre original : The Incredible Melting Man
- Titre en français : Le Monstre qui vient de l'espace
- Titre québécois : L'incroyable homme qui fond
- Réalisateur : William Sachs
- Producteur exécutif : Samuel W. Gelfman
- Scénariste : William Sachs
- Directeur de la photographie : Willy Kurant (sous le nom de Willy Curtis)
- Musique : Arlon Ober
- Maquillage : Rick Baker
- Montage : James Beshears
- Studio : Quartet Productions[1]
- Distributeur : American International Pictures
- Date de sortie : 9 décembre 1977 (États-Unis)
- Durée : 84 min.
- Pays de production : États-Unis[2]
- Langue : anglais
- Classification : ce film a été interdit aux moins de 18 ans en France

## Distribution
- Alex Rebar : Steve West (l'homme fondant)
- Burr DeBenning : Dr. Ted Nelson
- Myron Healey : Général Michael Perry
- Michael Alldredge : Sheriff Neil Blake
- Ann Sweeny : Judy Nelson
- Lisle Wilson : Dr. Loring
- Jonathan Demme : Matt Winters

## Influence
Le travail de maquillage de Rick Baker a inspiré une des scènes du film de science-fiction RoboCop (1987) : dans cette scène, un criminel au volant d'une fourgonnette percute accidentellement un baril de déchets toxiques, qui le fait littéralement fondre. Rob Bottin, le maquilleur du film, a déclaré avoir été inspiré pour cet effet par le travail de Baker pour Le Monstre qui vient de l'espace et l'avoir surnommé « l'homme fondant » en hommage à ce film.